# Lophocampa
Lophocampa este un gen de insecte lepidoptere din familia Arctiidae.

## Galerie

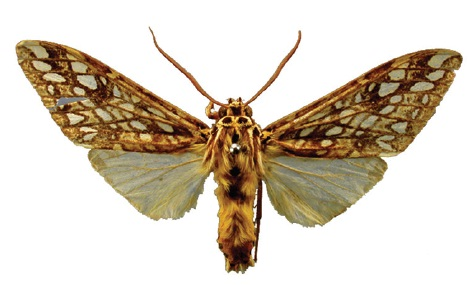
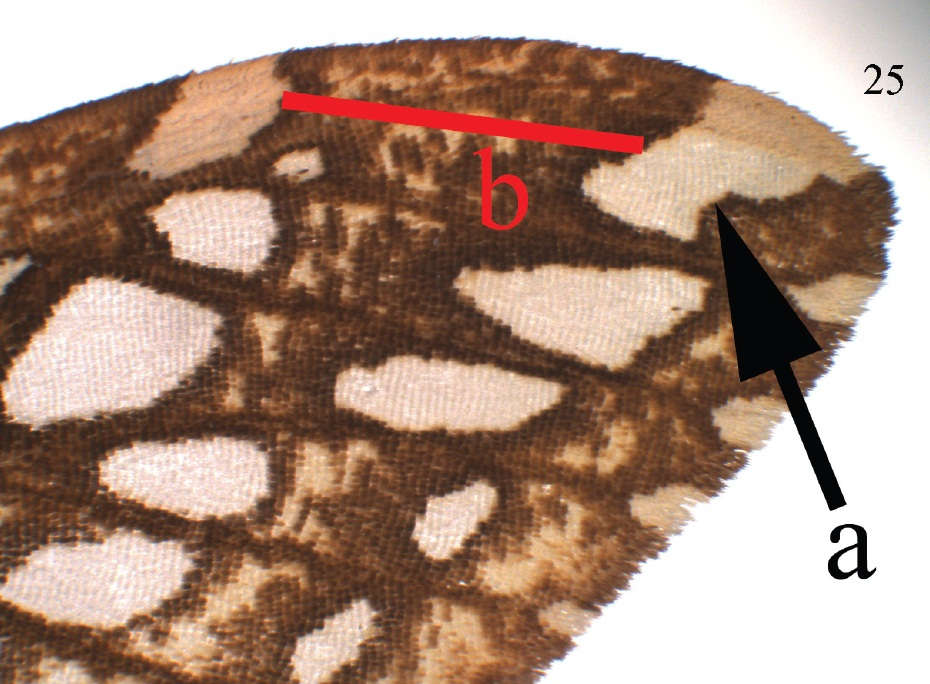
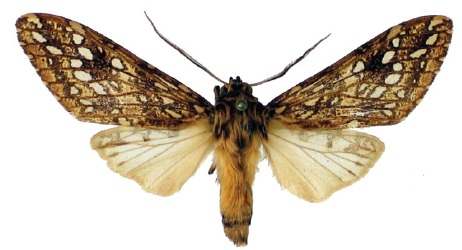
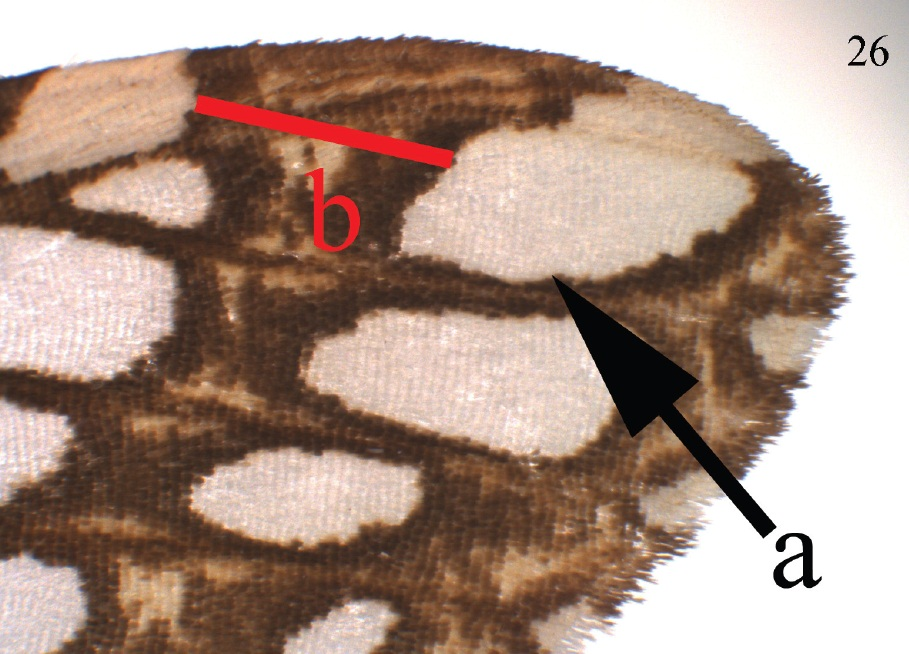
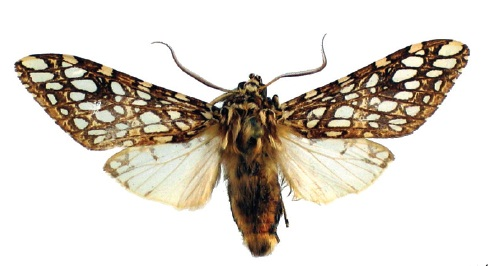
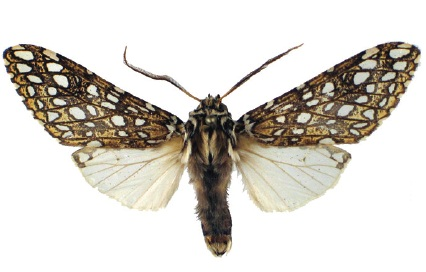

## Specii[1]
- Lophocampa aenone
- Lophocampa affinis
- Lophocampa agassizii
- Lophocampa albescens
- Lophocampa albiguttata
- Lophocampa albipennis
- Lophocampa albipuncta
- Lophocampa alni
- Lophocampa alsus
- Lophocampa alternata
- Lophocampa amaxiaeformis
- Lophocampa andensis
- Lophocampa androlepia
- Lophocampa angulifera
- Lophocampa annulifascia
- Lophocampa annulosa
- Lophocampa argentata
- Lophocampa arpi
- Lophocampa atomosa
- Lophocampa atriceps
- Lophocampa atrimaculata
- Lophocampa bicolor
- Lophocampa binominata
- Lophocampa brasilibia
- Lophocampa brunnescens
- Lophocampa buchwaldi
- Lophocampa californica
- Lophocampa carrye
- Lophocampa caryae
- Lophocampa catenulata
- Lophocampa caterulata
- Lophocampa cibriani
- Lophocampa cinnamomea
- Lophocampa citrina
- Lophocampa citrinula
- Lophocampa debilis
- Lophocampa dinora
- Lophocampa distincta
- Lophocampa dognini
- Lophocampa endolobata
- Lophocampa endrolepia
- Lophocampa eureka
- Lophocampa fasciata
- Lophocampa flavescens
- Lophocampa fulvoflava
- Lophocampa grotei
- Lophocampa guttifera
- Lophocampa hyalinipuncta
- Lophocampa indistincta
- Lophocampa ingens
- Lophocampa labaca
- Lophocampa laoripa
- Lophocampa laroipa
- Lophocampa longipennis
- Lophocampa luxa
- Lophocampa maculata
- Lophocampa major
- Lophocampa margana
- Lophocampa margona
- Lophocampa maroniensis
- Lophocampa mendax
- Lophocampa meridionalis
- Lophocampa mixta
- Lophocampa modesta
- Lophocampa montana
- Lophocampa nimbifacta
- Lophocampa niveigutta
- Lophocampa obsolescens
- Lophocampa occidentalis
- Lophocampa ochreata
- Lophocampa pallida
- Lophocampa parva
- Lophocampa pectina
- Lophocampa petulans
- Lophocampa philina
- Lophocampa porphyrea
- Lophocampa problematica
- Lophocampa propinqua
- Lophocampa pseudocarye
- Lophocampa pseudomaculata
- Lophocampa pura
- Lophocampa romoloa
- Lophocampa ronda
- Lophocampa roseata
- Lophocampa russus
- Lophocampa salicis
- Lophocampa sanguivenosa
- Lophocampa scapularis
- Lophocampa scripta
- Lophocampa seruba
- Lophocampa sesia
- Lophocampa significans
- Lophocampa sobrina
- Lophocampa sobrinella
- Lophocampa sobrinoides
- Lophocampa subalpina
- Lophocampa subannula
- Lophocampa subfasciata
- Lophocampa subvitreata
- Lophocampa teffeana
- Lophocampa testacea
- Lophocampa texana
- Lophocampa texta
- Lophocampa thyophora
- Lophocampa tucumana
- Lophocampa uniformis
- Lophocampa walkeri
- Lophocampa variegata